# Астерикс (спътник)
Астерикс е първият френски спътник, изстрелян на 26 ноември 1965 г. с ракета от тип Диамант от ракетната площадка Хамагур в Алжир. Първоначално е наименуван A-1, като първия военен френски спътник, но впоследствие е преименуван на Астерикс, като популярния френски анимационен герой. Поради високата му орбита не се очаква да навлезе в земната атмосфера в следващите няколко века.
С Астерикс Франция става петата страна, която успешно изстрелва изкуствен спътник. Преди нея са СССР със Спутник-1 (1957), САЩ с Експлорър 1 (1958), Канада с Алует и Италия със Сан Марко (1964). Спътниците на Италия и Канада са изстреляни от НАСА.